# Elecciones presidenciales de Filipinas de 2028
Las elecciones presidenciales y vicepresidenciales de Filipinas de 2028 están programadas para celebrarse el 15 de mayo de ese año, como parte de unas elecciones generales que también determinarán el control del Congreso de Filipinas y numerosos cargos locales en el país. Esta será la 18.ª elección presidencial directa y la 16.ª elección vicepresidencial en el país desde 1935, y será la séptima elección presidencial y vicepresidencial sextenal desde 1992.
El actual presidente, Bongbong Marcos, tiene un mandato limitado en virtud de la Constitución de Filipinas y no puede ser reelegido. La actual vicepresidenta, Sara Duterte, puede ser reelegida para un segundo mandato. Por lo tanto, esta elección determinará el 18.º presidente y el 16.º vicepresidente, si Duterte decide postularse para otro cargo o no es reelegido. El presidente y el vicepresidente se eligen por separado, por lo que los dos candidatos ganadores pueden provenir de diferentes partidos políticos.

## Candidatos potenciales

### Por presidente

#### Interesado
| Candidato | Candidato    | Partido | Posición                                        | Referencias |
| --------- | ------------ | ------- | ----------------------------------------------- | ----------- |
|           | Sara Duterte | HNP     | Vicepresidente de las Filipinas (2022–presente) | [ 1 ] [ 2 ] |